# Sturmgeschütz III
Sturmgeschütz III (StuG III) var Tysklands mest producerede kampvogn under 2. Verdenskrig. Den blev bygget på chassiset fra den gennemprøvede Panzer III kampvogn. StuG III er dog mest kendt som værende en panserjager (PanzerJäger) hvilket, kan ses på at den ikke har et drejeligt tårn som på en kampvogn.
Selv om den oprindelig var tænkt som en mobil pansret let kanon til infanteristøtte blev StuG III til stadighed modificeret, og den blev i stor stil anvendt som panserjager.
Sturmgeschütz køretøjerne var billigere at fremstille end de samtidige tyske kampvogne. Med en pris på 82.500 RM (Reichsmark) var en StuG III noget billigere end en Panzer III, som kostede 103.163 RM.
Ved krigens slutning var der fremstillet 10.610 StuG III og StuH 42.

## Historie
Sturmgeschütz III havde sin oprindelse i 1. Verdenskrig, hvor man under offensiverne på Vestfronten blev opmærksom på, at artilleriet ikke havde udstyr til at bekæmpe befæstninger effektivt. Den tids artilleri var tungt og ikke tilstrækkeligt mobilt til at kunne holde trit med infanteriet og ødelægge bunkere og andre forhindringer ved direkte beskydning. Selv om problemet var velkendt i den tyske hær, var det general Erich von Manstein som tildeles æren som stormartilleriets far. Det skyldes, at det oprindelige forslag stammede fra (på det tidspunkt) oberst Erich von Manstein, som havde afleveret det til general Ludwig Beck i 1935, som et forslag om at der skulle være Sturmartillerie enheder, der kunne anvendes som direkte støtte for infanteriet i infanteridivisionerne. Den 15. juni 1936 fik Daimler-Benz AG en ordre på at udvikle et pansret infanteristøtte køretøj, som kunne bære en 75 mm kanon. Kanonen skulle kunne drejes til 25 grader til siderne og være installeret i en lukket overbygning, som gav beskyttelse for besætningen. Højden på køretøjet måtte ikke overstige højden på en gennemsnitlig mand. 
Daimler-Benz AG brugte undervognen fra den kort tid inden designede middeltunge Panzer III som grundlag for det nye køretøj. Prototyper blev overdraget til Alkett, som i 1937 fremstillede 5 eksemplarer af den eksperimentelle 0-serie StuG baseret på Panzer III Ausf. B. Disse prototyper havde en overbygning af blødt stål og Krupp's kortløbede 75 mm Sturmkanone 37 L/24. Denne model blev kendt som Sturmgeschütz Ausführung A.
Selv om StuG blev anset for at være selvkørende artilleri, stod det i starten ikke klart hvilken våbenart, der skulle betjene det nye våben. Kampvognstropperne, som var de naturlige brugere af kampvogne med larvefødder, havde ingen ressourcer til overs til opstilling af StuG enheder, og det samme gjaldt infanteriet. Det blev derfor besluttet, efter en drøftelse, at de hellere måtte blive en del af artilleriet. 
StuG køretøjerne blev organiseret i bataljoner (senere omdøbt til brigader for at forvirre fjenden), og havde deres egen taktiske doktrin. Støtte af infanteriet med direkte ild, var dets planlagte rolle, og senere med en kraftig understregning af, at man skulle ødelægge fjendtlige kampvogne hvor end man mødte dem. 
Da StuG III var tiltænkt en rolle som nærstøtte for infanteriet, var de tidlige modeller udstyret med en kort 75 mm StuK 37 L/24 med lav mundingshastighed, verlegnet til at ødelægge befæstninger. Efter at tyskerne var stødt på de sovjetiske KV og T-34, blev StuG i foråret 1942 udstyret med 75 mm StuK 40 L/43, der havde en høj mundingshastighed. I efteråret 1942 blev den opgraderet til en 75 mm StuK 40 L/48 antitank kanon. Disse versioner blev betegnet Sturmgeschütz 40 Ausführung F, F/8 og G. 
Da StuG IV gik i produktion i slutningen af 1943 og starten af 1944, blev der tilføjet "III" til modelnavnene, for at adskille dem fra de nye Panzer IV baserede modeller. Alle forudgående og efterfølgende modeller var derefter kendt som 'Sturmgeschütz III'.
Fra og med StuG III Ausf. E blev der monteret en 7,92 mm MG34 på skroget for at give ekstra beskyttelse mod fjendtligt infanteri, mens nogle StuG III Ausf. G blev udstyret med en ko-aksial 7,92 mm MG34.

## Kampindsats
Generelt viste Sturmgeschütz serien sig at være særdeles vellykket og de gjorde tjeneste på alle fronter som stormartilleri og panserjager. Selv om Tiger og Panther kampvogne er mere velkendte, ødelagde stormartilleriet mange kampvogne. På grund af deres lave silhuet var det let at camouflere dem, og de var et vanskeligt mål. Besætningerne på stormartilleriet blev betragtet som eliten indenfor artilleriet, og stormartilleri enheder havde nogle imponerende rekorder med hensyn til nedkæmpelse af kampvogne – omkring 20.000 var man nået op på i foråret 1944. Den 10. april 1945 var der 1.053 StuG III og 277 StuH III i tjeneste. Omkring 9.500 Sturmgeschütz III af forskellig type var produceret frem til marts 1945 af Alkett og et mindre antal af MIAG.
I 1944 blev der leveret 59 StuG III Ausf. G til Finland (30 Stu 40 Ausf.G og 29 StuG III Ausf. G), som brugte dem mod den Røde Hær. De ødelagde mindst 87 fjendtlige kampvogne, mens 8 kun StuG gik tabt (nogle af disse blev ødelagt af deres besætninger, når de opgav køretøjerne for at forhindre tilfangetagelse). Efter krigen var de den vigtigste kampvogn i den finske hær indtil begyndelsen af 1960'erne. Disse StuG fik øgenavnet "Sturmi", som kan ses i nogle plastikmodeller.  
Sturmgeschütz III blev også eksporteret til lande som Bulgarien, Ungarn, Italien, Rumænien og Spanien.
Mange tyske Sturmgeschütz IIIs blev erobret af jugoslaviske partisaner, og efter krigen blev de brugt af den jugoslaviske folkearme indtil 1950'erne. Efter 2. verdenskrig overlod Sovjetunionen nogle af de erobrede tyske køretøjer til Syrien, som fortsatte med at bruge dem indtil Seksdageskrigen i 1967.

## Versioner
StuG III Ausf. A(Sd.Kfz 142; 1940, 30 produceret) Først anvendt i Slaget om Frankrig. StuG III Ausf. A benyttede chassiset fra Panzer III Ausf. F og 7.5 cm StuK 37 L/24 kanon.
StuG III Ausf. B(Sd.Kfz 142; 1940-41, 320 produceret) Bredere bælter(40 cm) og andre forbedringer af fremdrivningssystemet.
StuG III Ausf. C(Sd.Kfz 142; 1941, 50 produceret) Mindre forbedringer i forhold til Ausf. B  med forbedret design af overbygning.
StuG III Ausf. D(Sd.Kfz 142; 1941, 150 produceret) Mindre forbedringer i forhold til Ausf. C.
StuG III Ausf. E(Sd.Kfz 142; 1941-42, 272 produceret) En MG 34 tilføjet for at beskytte køretøjet mod fjendtligt infanteri. Andre mindre forbedringer af overbygningens sider.
StuG III Ausf. F(Sd.Kfz 142/1; 1942, 359 produceret) Den første rigtige opgradering af kanonen. Denne version benytter den længere 7.5 cm StuK 40 L/43 kanon. Denne ændring markerede, at StuG i højere grad var en panserjager end et støttekøretøj for infanteriet. Yderlige pansring af front og sideskørter tilføjet til nogle Ausf. F modeller som beskyttelse mod sovjetiske anti-tank rifler; selv om disse skørter var langt mere almindelige på den senere Ausf. G.
StuG III Ausf. F/8(Sd.Kfz 142/1; 1942, 334 produceret) Introduktion af et forbedret skrog, i lighed med det på Panzer III Ausf. J / L med forstærket panser bagud. En yderligere opgradering af kanonen, F/8 brugte 7.5 cm StuK 40 L/48 kanonen.
StuG III Ausf. G(Sd.Kfz 142/1; 1942-45, 7.720 produceret, 173 konverteret fra Panzer III chassis) Den endelige, og langt mest almindelige af StuG serierne. Ausf. G benyttede ofte skroget af Panzer III Ausf. M. Senere versioner blev udstyret med Topfblende (ofte fejlagtigt kaldet Saukopf) kanonkappe, som var mere effektiv end den oprindelige metalkasse til at deflektere granater. Kuppel med periskoper tilføjet til kommandøren. Side skørter blev tilføjet G modeller for yderligere panserbeskyttelse af siderne.
Andre StuG III baserede køretøjer
Nogle StuG III blev lavet på et Panzer III chassis, men udstyret med bogie affjedring fra panzer IV kampvogne. Der blev kun fremstillet omkring 20. Hensigten var at forenkle reparationer i felten, men det fungerede ikke rigtigt, og modellen blev opgivet. 
I 1942 blev en udgave af StuG III Ausf. F udviklet med en 10,5 cm (105 mm) haubits i stedet for den sædvanlige 7.5 cm StuK 40 L/43. Disse nye køretøjer, med betegnelsen Sturmhaubitze 42 (10.5 cm StuH 42, Sd.Kfz 142/2), var designet til at give infanteristøtte i takt med at et stigende antal StuG III F/8 og G modeller blev brugt i anti-tank roller. StuH 42 var udstyret med en variant af 10,5 cm leFH 18 haubitsen, som var ændret så den kunne affyres elektrisk og udstyret med en mundingsbremse. Senere modeller blev bygget fra StuG III G chassis såvel som StuG III F og F/8 chassis. Mundingsbremsen blev ofte udeladt på grund af materialemangel. 1.211 StuH 42 blev fremstillet fra oktober 1942 til 1945.
I 1943 blev 10 StuG III konverteret til StuG III (Flamm) ved at udskifte kanonen med en Schwade flammekaster. Disse køretøjer blev alle omdannet på depoter og var opbygget på modeller tidligere end Ausf. F. Der er ingen rapporter om at disse køretøjer er blevet anvendt i kamp, og alle var ændret tilbage til en standard Stug III G på depoterne i 1944.
I slutningen af 1941 blev StuG III chassiset udvalgt til et forsøg på at gøre den tunge 15 cm sIG 33 infanterikanon selvkørende. Fra december 1941 til oktober 1942 blev 12 eksemplarer af såvel Ausf. E og F chassiser udstyret med en tilpasset overbygning, som kunne rumme den større kanon. Disse køretøjer blev kendt som  Sturminfanteriegeschütz 33. Mindst 12 af disse køretøjer kom i kamp i Slaget om Stalingrad hvor de blev ødelagt eller erobret.  
I januar gik StuG IV i produktion. Den var baseret på et chassis fra PzKpfw IV og havde en lidt modificeret overbygning i forhold til StuG III.
Den sovjetiske SU-76i selvkørende kanon var baseret på erobrede StuG III og Panzer III køretøjer. I al fremstillede Fabrik nr. 37 i Sverdlovsk 181 SU-76i plus 20 kommandør SU-76i til den Røde Hær ved at tilføje en lukket overbygning og 76.2 mm S-1 kampvognskanonen.

## Brugere
- Nazi-Tyskland
- Rumænien
- Bulgarien
- Finland
- Italien
- Ungarn
- Spanien
- Jugoslavien
- Sovjetunionen
- Syrien

## Eksterne links
- Information om Sturmgeschütz III på Panzerworld
- Sturmgeschütz III / IV Arkiveret 24. februar 2007 hos  Wayback Machine på Achtung Panzer!
- Sturmgeschutz III Arkiveret 28. september 2007 hos  Wayback Machine Billeder af Sturmgeschutz III på Canada War Museum i Ottawa, Canada
- AFV Database Arkiveret 9. december 2012 hos  hos Archive.is
- LemaireSoft Arkiveret 23. juli 2006 hos  Wayback Machine
- OnWar model specifications: A Arkiveret 4. februar 2012 hos  Wayback Machine B Arkiveret 4. februar 2012 hos  Wayback Machine D Arkiveret 4. februar 2012 hos  Wayback Machine E Arkiveret 4. februar 2012 hos  Wayback Machine F Arkiveret 4. februar 2012 hos  Wayback Machine G Arkiveret 4. februar 2012 hos  Wayback Machine
- Sturmgeschutz – WWII Vehicles
- WarGamer Arkiveret 10. april 2006 hos  Wayback Machine
- Surviving Sturmgeschütz III and Sturmhaubitze 42 tanks – En PDF fil som præsenterer Sturmgeschütz III og Sturmhaubitze 42 køretøjer, som stadig eksisterer
- Sturmgeschütze vor! Info om Sturmgeschütz og Panzerjäger